# Algerije op de Olympische Zomerspelen 1980
Algerije nam deel aan de Olympische Zomerspelen 1980 in Moskou in de toenmalige Sovjet-Unie. Naast 23 individuele atleten kwam het land ook met een team uit bij het voetbal en handbal. Ook tijdens de vierde deelname werden geen medailles gewonnen.

## Deelnemers en resultaten per onderdeel

### Atletiek
| Olympiër             | Discipline             | Resultaat | Prestatie                                                                |
| -------------------- | ---------------------- | --------- | ------------------------------------------------------------------------ |
| Mehdi Aidet          | 800m (m)               | 18e       | serie 6: 3e in 1.50,4 halve finale 1: 8e in 1.48,2                       |
| Derradji Harek       | 800m (m)               | 24e       | serie 3: 5e in 1.49,9 halve finale 2: 8e in 1.51,9                       |
| Mehdi Aidet          | 1500m (m)              | 17e       | serie 2: 2e in 3.43,9 halve finale 1: 8e in 3.44,9                       |
| Derradji Harek       | 1500m (m)              | 26e       | serie 4: 8e in 3.45,3                                                    |
| Abderrahmane Morceli | 1500m (m)              | 29e       | serie 2: 7e in 3.46,0                                                    |
| El-Hachemi Abdenouz  | 5000m (m)              | 24e       | serie 2: 1e in 13.42,1 halve finale 2: 12e in 14.15,9                    |
| Rachid Habchaoui     | 5000m (m)              | 26e       | serie 3: 9e in 13.59,9                                                   |
| Abdel Madjid Mada    | 10000m (m)             | 27e       | serie 1: 8e in 30.23,5                                                   |
| Rachid Habchaoui     | 10000m (m)             | 16e       | serie 2: 6e in 29.12,9                                                   |
| Lahcen Babaci        | 3000m steeplechase (m) | 11e       | serie 3: 7e in 8.38,7 halve finale 1: 6e in 8.25,5 finale: 11e in 8.31,8 |
| Abdel Madjid Mada    | marathon (m)           | DNF       |                                                                          |
| Abdel Hamid Sahil    | hoogspringen (m)       | 21e       | kwalificatie: 2,18m                                                      |
| Othmane Belfaa       | hoogspringen (m)       | 28e       | kwalificatie: 2,05m                                                      |

### Boksen
| Olympiër          | Discipline  | Resultaat | Prestatie                                                                             |
| ----------------- | ----------- | --------- | ------------------------------------------------------------------------------------- |
| Ahmed Siad        | -48kg (m)   | 5e        | 1e ronde: vrij 2e ronde: W van ECU Salcedo: 5-0 kwartfinale: V van BUL Mustafov: 0-57 |
| Boualem Belaouane | -63,5kg (m) | 9e        | 1e ronde: W van GUY Cambridge: 5-0 2e ronde: V van YUG Rusevski: 0-5                  |
| Mohamed Bouchiche | -81kg (m)   | 9e        | 1e ronde: V van POL Skrzecz: 0-5                                                      |

### Gewichtheffen
| Olympiër    | Discipline | Resultaat | Prestatie                                                  |
| ----------- | ---------- | --------- | ---------------------------------------------------------- |
| Ahmed Tarbi | -56kg (m)  | 11e       | trekken: 7e met 105kg stoten: 11e met 135 kg totaal: 240kg |
| Omar Yousfi | -100kg (m) | 13e       | trekken: 14e met 140kg stoten: 12e met 180kg totaal: 320kg |

### Handbal
| Olympiër | Discipline | Resultaat | Prestatie |
| --- | ---------- | --------- | --------- |
| Ahmed Farfar Abdelkerim Hamiche Azeddine Bouzerar Omar Azeb Ali Akacha Ahcene Djeffal Kamel Hebri Mouloud Meknache Abdelmadjid Slimani Abdelkrim Bendjemil Abdelatif Bergheul Abdelatif Bakir Rachid Mokrani Mohamed Machou | mannen     | 10e       |           |

| Groep C |             |             |             |             |             |            |            |            |        |
| #       | Land        | Wedstrijden | Wedstrijden | Wedstrijden | Wedstrijden | Doelpunten | Doelpunten | Doelpunten | Punten |
| #       | Land        | G           | W           | G           | V           | V          | T          | Saldo      | Punten |
| 1       | Sovjet-Unie | 5           | 4           | 0           | 1           | 134        | 75         | +59        | 8      |
| 2       | Roemenië    | 5           | 4           | 0           | 1           | 119        | 88         | +31        | 8      |
| 3       | Joegoslavië | 5           | 4           | 0           | 1           | 132        | 92         | +30        | 8      |
| 4       | Zwitserland | 5           | 2           | 0           | 3           | 110        | 98         | +12        | 4      |
| 5       | Algerije    | 5           | 1           | 0           | 4           | 94         | 124        | -30        | 2      |
| 6       | Koeweit     | 5           | 0           | 0           | 5           | 64         | 176        | -112       | 0      |

| Ronde        | Datum | Lokale tijd | MEZT   | Plaats      | Land  | Score    | Land |
| ------------ | ----- | ----------- | ------ | ----------- | ----- | -------- | ---- |
| Groepsfase   |       |             |        |             |       |          |      |
| 20 juli      | 17:00 | 16:00       | Moskou | Joegoslavië | 22-18 | Algerije |      |
| 22 juli      | 17:00 | 16:00       | Moskou | Roemenië    | 26-18 | Algerije |      |
| 24 juli      | 18:30 | 17:30       | Moskou | Sovjet-Unie | 33-10 | Algerije |      |
| 26 juli      | 17:00 | 16:00       | Moskou | Zwitserland | 26-18 | Algerije |      |
| 28 juli      | 17:00 | 16:00       | Moskou | Koeweit     | 17-30 | Algerije |      |
| 9/10e plaats |       |             |        |             |       |          |      |
| 30 juli      | 12:30 | 11:30       | Moskou | Denemarken  | 28-20 | Algerije |      |

### Judo
| Olympiër     | Discipline | Resultaat | Prestatie                                             |
| ------------ | ---------- | --------- | ----------------------------------------------------- |
| Ahmed Moussa | -60kg (m)  | 9e        | 1e ronde: W van MLI Sissoko 2e ronde: V van URS Emish |

### Schermen
| Olympiër    | Discipline | Resultaat | Prestatie |
| ----------- | ---------- | --------- | --------- |
| Tahar Hamou | floret (m) | 28e       |           |

### Voetbal
| Olympiër | Discipline | Resultaat | Prestatie |
| --- | ---------- | --------- | --------- |
| Mourad Amara Salah Assad Lakhdar Belloumi Taj Ben Saoula Abderrahmane Derouaz Ali Fergani Mohamed Ghrib Mahmoud Guendouz Mohamed Kheddis Saleh Larbes Rabah Madjer Bouzid Mahiouz Djamel Menad Chaabane Merzekane | Mannen     | 5e        |           |

| Groep C |          |             |             |             |             |            |            |            |        |
| #       | Land     | Wedstrijden | Wedstrijden | Wedstrijden | Wedstrijden | Doelpunten | Doelpunten | Doelpunten | Punten |
| #       | Land     | G           | W           | G           | V           | V          | T          | Saldo      | Punten |
| 1       | DDR      | 3           | 2           | 1           | 0           | 7          | 1          | +6         | 5      |
| 2       | Algerije | 3           | 1           | 1           | 1           | 4          | 2          | +2         | 3      |
| 3       | Spanje   | 3           | 0           | 3           | 0           | 2          | 2          | 0          | 3      |
| 4       | Syrië    | 3           | 0           | 1           | 2           | 0          | 8          | -8         | 4-1    |

| Ronde       | Datum | Lokale tijd | MEZT  | Plaats      | Land | Score    | Land |
| ----------- | ----- | ----------- | ----- | ----------- | ---- | -------- | ---- |
| Groepsfase  |       |             |       |             |      |          |      |
| 20 juli     | 12:00 | 11:00       | Minsk | Algerije    | 3-0  | Syrië    |      |
| 22 juli     | 12:00 | 11:00       | Kiev  | DDR         | 1-0  | Algerije |      |
| 24 juli     | 12:00 | 11:00       | Minsk | Spanje      | 1-1  | Algerije |      |
| Kwartfinale |       |             |       |             |      |          |      |
| 27 juli     | 12:00 | 11:00       | Minsk | Joegoslavië | 3-0  | Algerije |      |

### Worstelen
| Olympiër          | Discipline               | Resultaat | Prestatie                                                                                                   |
| ----------------- | ------------------------ | --------- | --- |
| Mohamed Hachaichi | -57kg vrije stijl (m)    | 9e        | 1e ronde: W van VIE Kim Thieng: 15-8 2e ronde: W van YUG Efremov: fall 3e ronde: V van URS Beloglazov: fall |
| Said Amane        | -68kg vrije stijl (m)    | 14e       | 1e ronde: W van ROU Dusa: gediskwalificeerd 2e ronde: V van POL Chilinski: fall                             |
| Mohamed Moualek   | -68kg Grieks-Romeins (m) | 12e       | 1e ronde: W van HUN Gaal: fall 2e ronde: V van URS Nalbandyan: gediskwalificeerd                            |

### Zwemmen
| Olympiër                                                     | Discipline            | Resultaat | Prestatie              |
| ------------------------------------------------------------ | --------------------- | --------- | ---------------------- |
| Mohamed Halimi                                               | 100m vrije slag (m)   | 33e       | serie 2: 7e in 55,16   |
| Reda Yadi                                                    | 200m vrije slag (m)   | 37e       | serie 2: 7e in 2.06,26 |
| Mohamed Bendahmane                                           | 200m vrije slag (m)   | DNS       | -                      |
| Abdelhakim Bital Mohamed Halimi Reda Yadi Mohamed Bendahmane | 4x200m vrije slag (m) | 12e       | serie 1: 6e in 8.23,22 |

Afghanistan · Algerije · Andorra · Angola · Australië · België · Benin · Birma · Botswana · Brazilië · Bulgarije · Colombia · Congo-Brazzaville · Costa Rica · Cuba · Cyprus · Denemarken · Dominicaanse Republiek · Duitse Democratische Republiek · Ecuador · Ethiopië · Finland · Frankrijk · Griekenland · Groot-Brittannië · Guatemala · Guinee · Guyana · Hongarije · Ierland · IJsland · India · Irak · Italië · Jamaica · Joegoslavië · Jordanië · Kameroen · Koeweit · Laos · Lesotho · Libanon · Liberia · Libië · Luxemburg · Madagaskar · Mali · Malta · Mexico · Mongolië · Mozambique · Nederland · Nepal · Nicaragua · Nieuw-Zeeland · Nigeria · Noord-Korea · Oeganda · Oostenrijk · Peru · Polen · Portugal · Puerto Rico · Roemenië · San Marino · Senegal · Seychellen · Sierra Leone · Sovjet-Unie · Spanje · Sri Lanka · Syrië · Tanzania · Trinidad en Tobago · Tsjecho-Slowakije · Venezuela · Vietnam · Zambia · Zimbabwe · Zweden · Zwitserland